# Hylaeus taeniolatus
Hylaeus taeniolatus är en biart som beskrevs av Förster 1871. Hylaeus taeniolatus ingår i släktet citronbin, och familjen korttungebin. Inga underarter finns listade i Catalogue of Life.

## Bildgalleri

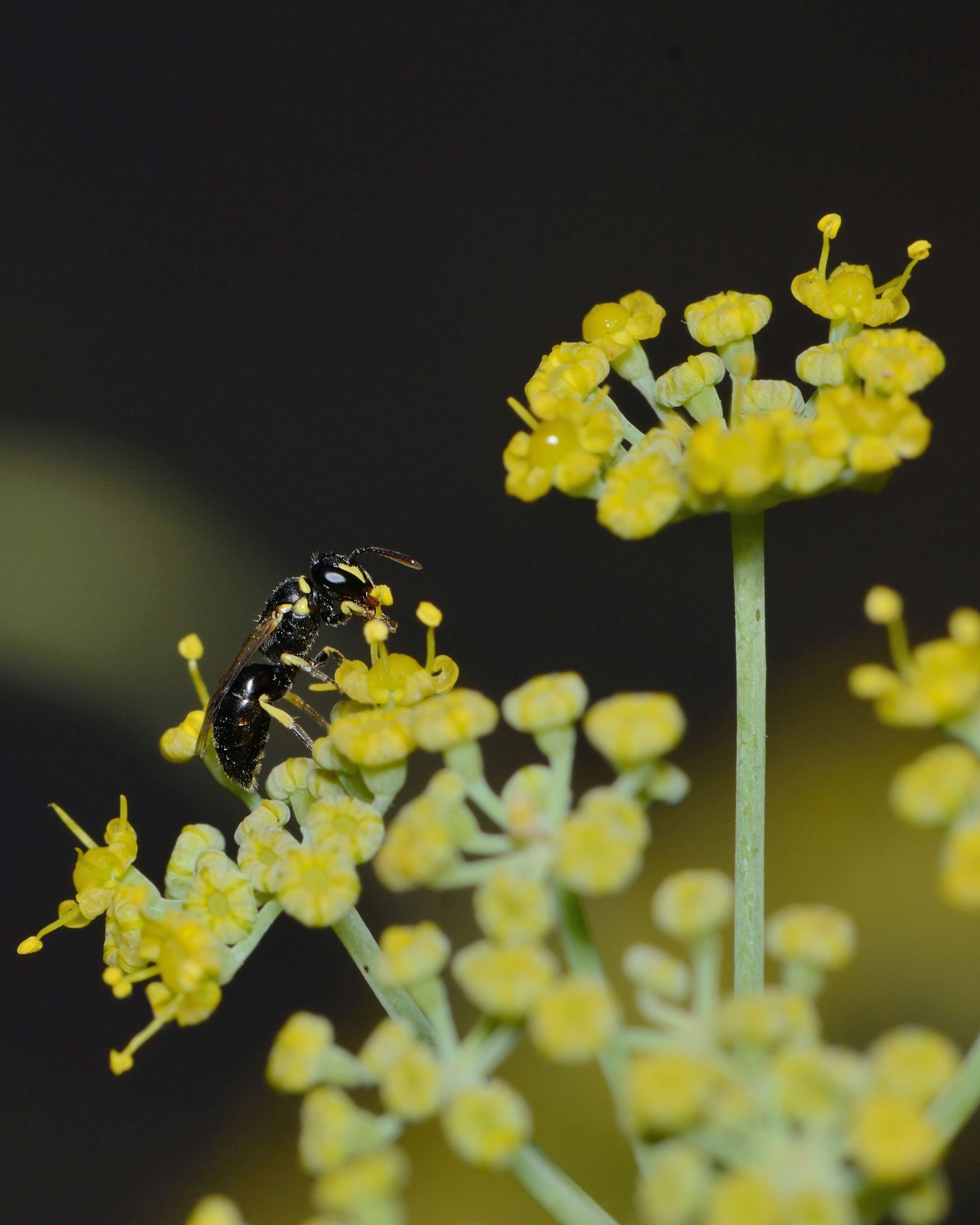